# زنغبار (أوجان الغربي)
زنغبار (بالفارسية: زنگبار) هي منطقة سكنية تقع في إيران في قسم أوجان الغربي الريفي. يقدر عدد سكانها بـ 64 نسمة .